# Bonvillaret
Bonvillaret là một xã thuộc tỉnh Savoie trong vùng Rhône-Alpes ở đông nam nước Pháp. Xã này nằm ở khu vực có độ cao từ 304-2363 mét trên mực nước biển.